# Donal Ryan
Donal Ryan (Nenagh, 1976) è uno scrittore irlandese.

## Biografia
Nato nel 1976 vicino Nenagh, Contea di Tipperary, vive e lavora con la moglie e i due figli nella Contea di Limerick.
Laureato in legge alla University of Limerick, ha lavorato per la National Employment Rights Authority prima d'intraprendere la carriera di scrittore.
Membro dalla Chiesa d'Irlanda, ha esordito con il romanzo Il cuore girevole scritto nel 2010 e pubblicato, dopo 47 rifiuti, nel 2014 vincendo, tra gli altri riconoscimenti, il Guardian First Book Award e il Premio letterario dell'Unione europea.
Autore (al 2025) di altri 6 romanzi e di una raccolta di racconti, nel 2017 ha dichiarato che, non bastandogli il lavoro di scrittore per pagare il mutuo, è stato costretto a tornare a lavorare nel servizio civile.

## Opere (parziale)

### Romanzi
- Il cuore girevole[7] (The Spinning Heart, 2012), Roma, Minimum Fax, 2015 traduzione di Andrea Binelli ISBN 978-88-7521-687-0.
- The Thing about December (2013)
- All We Shall Know (Sept 2016)
- From a Low and Quiet Sea (2018)
- Strange Flowers (2020)
- The Queen of Dirt Island (2022)
- Heart, Be at Peace (2024)

### Racconti
- A Slanting of the Sun: Stories (2015)

## Premi e riconoscimenti

### Vincitore
- Irish Book Awards: 2012 nella categoria "Miglior Esordio" con Il cuore girevole[8]; 2015 nella categoria "Miglior Racconto" con A Slanting of the Sun; 2020 nella categoria "Miglior Romanzo" con Strange Flowers[9]
- Guardian First Book Award: 2013 con Il cuore girevole
- Premio letterario dell'Unione europea: 2015 con Il cuore girevole
- Orwell Prize: 2025 nella categoria "Fiction politica" con Heart, Be at Peace[10]

### Finalista
- Booker Prize: 2013 longlist con Il cuore girevole e 2018 longlist con From a Low and Quiet Sea
- International IMPAC Dublin Literary Award: 2014 shortlist con Il cuore girevole